# District de Maroantsetra
Maroantsetra est un district de la région d'Ambatosoa, dans le nord-est de Madagascar. Son chef-lieu est Maroantsetra.

## Administration
Le district est constitué de vingt communes que sont : Maroantsetra, Ambanizana, Ambinanitelo, Ambodimanga Rantabe, Anandrivola, Andranofotsy, Androndrono, Anjanazana, Ankofa, Ankofabe, Antakotako, Antsahana, Antsirabe Sahatany, Mahalevona, Manambolo, Mariarano, Morafeno, Rantabe, Sahasindro et Voloina